# 特爾馬丘

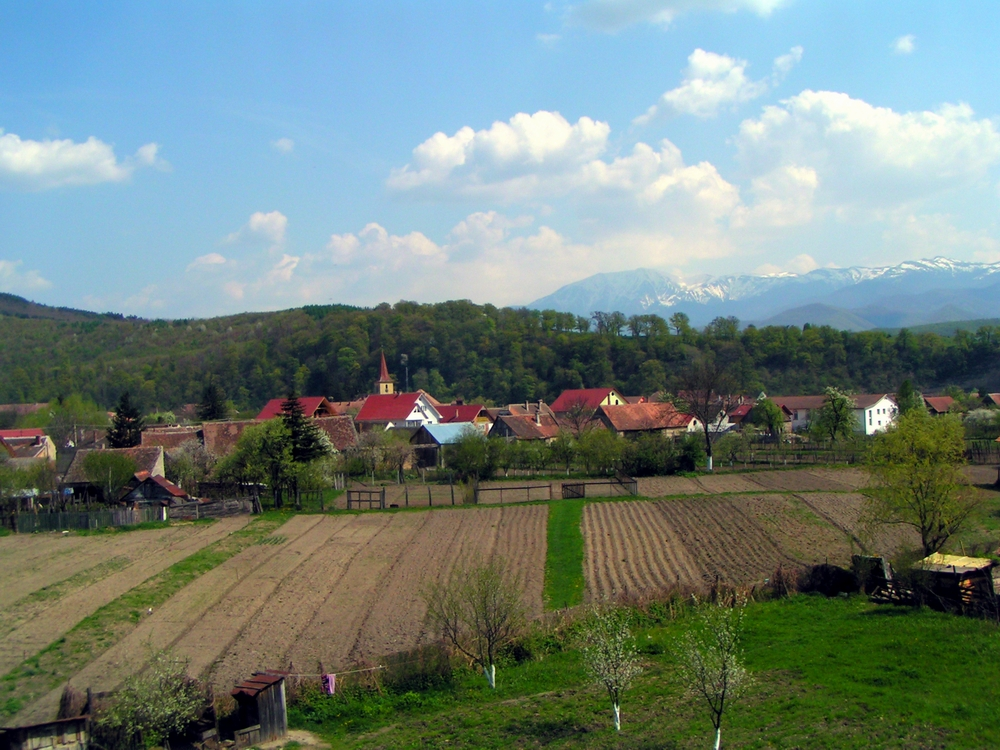

特爾馬丘是羅馬尼亞的城鎮，位於該國中部，距離首府錫比烏20公里，由錫比烏縣負責管轄，面積128平方公里，海拔高度378米，2009年人口7,356，大多數居民信奉東正教。

## 友好城市
- 法國 维特雷

## 外部連結
- （罗马尼亚文） Municipal website （页面存档备份，存于） (unofficial)